# Dorfpunks (Film)
Dorfpunks ist ein deutscher Spielfilm von Lars Jessen. Die gleichnamige Romanvorlage schrieb sein Freund Rocko Schamoni. Der Film hatte seine Premiere auf den 59. Internationalen Filmfestspielen Berlin und kam am 23. April 2009 in die deutschen Kinos.

## Handlung
Es ist Sommer 1984 in der schleswig-holsteinischen Kleinstadt Schmalenstedt an der Ostsee. Malte Ahrens lebt mit seinen altlinken Eltern in einem Bauernhaus. Nachdem er die Schule abgebrochen hat, macht er eine Töpfer-Ausbildung. Als die Punkbewegung aus England mit etwas Verspätung in Schmalenstedt eintrifft, nennt sich der davon ergriffene Malte „Roddy Dangerblood“.
Ab dann bestimmt das „Punk-Sein“ Roddys Leben. Abhängen mit seinen Freunden Fliegevogel, Sid, Flo, Piekmeier und Günni im Waldversteck mit Lagerfeuer, Alkoholgenuss und geistreiche Unterhaltungen, gekonnte Provokation der Schmalenstedter Spießer-Welt und nicht zuletzt die handfesten Konfrontationen mit der alteingesessenen Landjugend sind angesagt. Doch Roddy muss erkennen, dass das „Punk-Sein“ zwischen Wäldern und Wiesen schon recht abwechslungslos werden kann, denn die von ihm so verhassten Spießbürger bekommen von seiner Revolte so gut wie nichts mit. In Wirklichkeit sind die Rechten im Ort die einzigen, die Roddy als Punk wahrnehmen. Sie schlagen ihn regelmäßig zusammen, was seine überaus liberalen Eltern mit zunehmender Sorge beobachten. Diese, ansonsten zu jedem nur erdenklichen Verständnis bereit, kommen nicht mehr mit und fragen Roddy, ob das nun Punk sei, nachdem er mal wieder schwer gezeichnet von einer Schlägerei nach Hause kommt.
Von der Eintönigkeit seines Alltags mal wieder genervt, entschließt sich Roddy dazu, gemeinsam mit seinen Freunden Fliegevogel, Sid, Flo, Piekmeier und Günni eine Punkband zu gründen. Seine Kumpels sind begeistert davon. Man freut sich tierisch über den nach langem Suchen gefundenen Bandnamen „Warhead“. Während Sid sofort beginnt, über möglichst tiefsinnige Texte nachzudenken, will Roddy einfach nur seinen Spaß haben. Folglich schwierig gestalten sich dann auch schon die ersten Proben für die unerfahrenen Musikanten. Zudem ändert sich auch fast täglich der Bandname und der erste Auftritt wenige Tage nach Bandgründung endet dann auch prompt in einer Katastrophe. Doch die Band gibt noch lange nicht auf. Ihr zweites Konzert wird ein noch größeres Desaster als das erste. Erneut stellt sich die Frage, ob das nun Punk sei.
Als die Band ihrem Ende entgegensteuert, werden die Freundschaft und die Überzeugungen der Dorfpunker vor eine echte Bewährungsprobe gestellt. Beginnt für sie nun das bürgerliche Leben oder passiert noch etwas? Schlussendlich kommt Roddy auf einmal zu seiner ganz eigenen Auffassung von Punk.

## Kritiken
- „Wer alt genug ist und selbst die Achtziger irgendwo in der Provinz erlebt hat, für den ist Dorfpunks ein bisschen wie ein Klassentreffen nach zwanzig Jahren: Der Film ist Erinnerung an eine wilde Zeit, Ernüchterung, weil die Euphorie der Jugend sich gelegt hat und Erstaunen oder Erschrecken darüber, was aus einem selbst geworden ist.“ (kino-zeit)
- „Es gab einmal eine Bewegung, die unter dem Namen Punk das Verschwenden der Jugend zum Lebensprinzip erhob und sich bewusst ziellos am Rand der Gesellschaft herumtrieb. Lars Jessen greift mit „Dorfpunks“ auf einen Roman des Musikers Rocko Schamoni zurück und variiert dabei Motive aus seinem Erstlingsfilm „Am Tag als Bobby Ewing starb“: die Coming-of-Age-Geschichte; das langweilige Leben in der norddeutschen Provinz; die achtziger Jahre als ironisch gebrochener und zugleich nostalgischer verklärter Sehnsuchtsort. Das ist ebenso konventionell wie nett erzählt. Mit Konventionalität und Nettigkeit hatte Punk aber definitiv nichts am Hut.“ (Der Tagesspiegel)
- „Der Film zeigt eine Jugend auf dem Land, zwischen Anarchie und Spießertum, No Future-Gefühl und der Suche nach Sinn und Ziel im Leben. Der Blick auf Kornfelder und idyllische Natur kann nicht verdecken, wogegen die jungen Punks rebellieren: Gegen die vermeintliche Leere im eigenen Leben und gegen gefühlte Perspektivlosigkeit angesichts fehlender Möglichkeiten. Am Ende finden sie ganz unterschiedliche Lösungen, mit ihrem jugendlichen Aus- und Aufbruchswunsch umzugehen. Sei es nun durch politische Radikalität, durch Drogen oder durch Musik. Auf letzterer liegt auch ein besonderer Augenmerk des Films. Der Sound der 80er erlebt in „Dorfpunks“ seine Wiedergeburt.“ (Cinefacts)

## Trivia
Die Außenaufnahmen entstanden u. a. in Lütjenburg (in der Niederstraße), in der Fußgängerzone des Ostseebads Schönberg, vor dem realen Schuhhaus Pfeil, unweit des Gutes Panker beim Forsthaus Hessenstein sowie rund um den Sehlendorfer Strand.

## Auszeichnungen
2010 gewann Cecil von Renner den New Faces Award als bester Nachwuchsdarsteller.